# Presidente Quirino (Sultán Kudarat)
Presidente Quirino es un municipio filipino de tercera categoría, situado al sur de la isla de Mindanao. Forma parte de la provincia de Sultán Kudarat situada en la Región Administrativa de Soccsksargen también denominada Región XII. Para las elecciones está encuadrado en el Primer Distrito Electoral de esta provincia.

## Geografía

### Barrios
El municipio  de President Quirino se divide, a los efectos administrativos, en 19 barangayes o barrios, conforme a la siguiente relación:
| - Bagumbayan - Bannawag - Bayawa - C. Mangilala - Estrella | - Kalanawe I - Kalanawe II - Katico - Malingon | - Mangelen - Pedtubo - Población (Sambulawan) - Romuáldez | - San José - San Pedro de Tuato - Sinakulay - Suben | - Tinaungán - Tual (Liguasan) - Calanawe Tres ( Old Airport ) |

## Historia

### Influencia española
Este territorio formaba parte de la Capitanía General de Filipinas (1520-1898).
Hacia 1696 el capitán Rodríguez de Figueroa obtiene del gobierno español el derecho exclusivo de colonizar Mindanao.
El 1 de febrero de este año parte de Iloilo alcanzando la desembocadura del Río Grande de Mindanao, en lo que hoy se conoce como la ciudad de Cotabato.

### Independencia
El 22 de noviembre de 1972 Bagumbayan, Bannawag, Bayawa, Estrella, Kalanawe I, Kalanawe II, Katiko, Malingon, Mangelen, Mangilala, Pidtubo, Sambolawan, Sinaculay, Suben, Tinangan, Tual y Towato, hasta entonces pertenecientes al municipio de Buluan, en la provincia de Maguindanao, quedan segregados  para formar un nuevo municipio denominado  Presidente Quirino, que pasa a formar parte de esta  provincia de Sultán Kudarat. Como sede del ayuntamiento se señala el barrio de Sambulaguán.